# Беренгар Раймунд I (Барселона)
Беренгар Раймунд I „Гърбавия“ (Berengar Raimund I, на испански: Berenguer Ramón I el Corvado;r el Curvo, на каталонски: Berenguer Ramon I El Corbat, * 1005, † 26 май 1035) е от 1017 г. до смъртта си граф на Барселона, Жирона и на Осона.

## Произход и управление
Той е син на граф Раймунд Борел († 1017) и Ермесенда от Каркасона († 1058).
След смъртта на баща му през 1017 г. Раймунд е малолетен и майка му поема регентството до 1023 г. След това тя управлява заедно с него.
Раймунд признава сюзеринитета от крал Санчо Велики от Навара. Той иска мир, има добри връзки с папата и през 1032 г. отива на поклонение в Рим, сключва мир с маврите.

## Семейство и деца
Първи брак: през 1021 г. със Санча Сáнчез (дъщеря на граф Санчо Гарсия) от Кралство Кастилия. Те имат двама сина:
- Раймунд Беренгар I (* 1023, † 1076), негов наследник като граф на Барселона
- Санчо

Втори брак: през 1027 г. с Гизела от Луца. Те имат децата:
- Вилхелм, негов наследник като граф на Асона
- Сибила (1035 – 1074), омъжена за Хейнрих Донцел (* 1035, † 1070) от Старата Бургундска династия и става прародителка на кралете на Португалия